# オンナのコ♡オトコのコ
『オンナのコ♡オトコのコ』は、2004年11月26日にスターチャイルドよりリリースされた、小倉優子の3枚目のマキシ・シングル。

## 解説
表題曲・カップリング曲共に、作詞・作曲・編曲は小西康陽。そのため、サウンド面ではかつて小西が率いていたピチカート・ファイヴを彷彿させるような楽曲となっている。ミュージック・ビデオでは塚本天満と同じ髪型と制服姿で登場している。
初回限定盤はDVD付き。
2019年3月1日には、ソニー・ミュージックエンタテインメントのアニメソング人気投票キャンペーン「平成アニソン大賞」において編曲賞（2000年 - 2009年）に選出された。

## タイアップ
オンナのコ♡オトコのコ
- テレビ東京系アニメ『スクールランブル』エンディングテーマ。
- 京楽産業.パチンコ機『CRぱちんこアバンギャルド』

## 収録曲
1. オンナのコ♡オトコのコ
2. 恋の呪文はパパピプパ
3. オンナのコ♡オトコのコ (off vocal version)
4. 恋の呪文はパパピプパ (off vocal version)